# 京都門司港殺人事件
『山村美紗サスペンス 京都門司港殺人事件』（やまむらみさサスペンス きょうともじこうさつじんじけん）は、2004年から2008年までフジテレビ系で放送されたテレビドラマシリーズ。全3回。主演は川原亜矢子。
タイトルは『雨月物語殺人事件』（第1作） → 『黒百合伝説殺人事件』（第2作） → 『京都門司港殺人事件』（第3作）
放送枠は「金曜エンタテイメント」（第1作 - 第2作）、「金曜プレステージ」（第3作）

## キャスト

### 主人公と幼馴染
夏川美帆
演 - 川原亜矢子
駆け出しの小説家。以前は週刊京都ウォーク編集部でライターをしていた（第1作）。今は吾郎の実家の老舗和菓子屋を手伝っている。京南大学国文科出身（第1作）。
長田吾郎
演 - 東幹久
週刊京都ウォーク編集部のカメラマン。美帆の幼馴染。京南大学出身（第1作）。

### 京都府警察
狩矢
演 - 本田博太郎
京都府警の警部。老舗和菓子「文の助」の常連客。
橋口
演 - 井上康
京都府警の警部補。狩矢の部下。

### その他
沢田京子
演 - 山村紅葉
週刊京都ウォーク編集部の編集長。
長田静子
演 - 池内淳子
老舗和菓子「文の助」店主。吾郎の母。

### ゲスト
第1作「雨月物語殺人事件」（2004年）
- 藤田亜沙子（湯原温泉の旅館「八景」女将・養女・美帆の大学時代のゼミ仲間） - 木村多江（少女期：大野風花）
- 森陽一（京南大学 講師・美帆の大学時代のゼミ仲間） - 池内万作
- 小笠原忠夫（由紀の夫・婿養子） - 神保悟志
- 北川秀樹（旅行代理店社員・美帆の大学時代のゼミ仲間） - 菊池均也
- 武村明（テレビ番組製作会社「タケムラ企画」社長・美帆の大学時代のゼミ仲間） - 田中宗一
- 安藤（岡山県警湯原警察署 刑事） - 徳井優
- 琴平の女将 - 島田珠代
- 小笠原家の家政婦 - 鳴尾よね子
- 小笠原由紀（美帆の大学時代のゼミ仲間） - 斎藤陽子

第2作「黒百合伝説殺人事件」（2006年）
- 長谷川理枝子（新人賞受賞作家） - 国分佐智子（少女期：笹岡亜津紗）
- 乾耕平（理枝子の幼馴染） - 浜田学
- 井上加菜子（京友禅） - 小松みゆき
- 檜山鮎美（理枝子の親友） - 石井春花
- 上田（高岡物流 部長） - 中西良太
- 国井良男（由子の内縁の夫・故人） - 坂本あきら
- 神崎（富山県警高岡東警察署 刑事） - 新井康弘
- 三井信司（理枝子の新郎） - 宮吉康夫
- 檜山邦子（鮎美の母） - 山田スミ子
- 稲本（漁港の従業員） - ぜんじろう
- 岡田弓子（社員） - 亜南
- マンションの管理人 - 松尾勝人
- 店員 - 友寄由香利
- 長谷川由子（氷見漁港の従業員・理枝子の母） - 白川和子

第3作「京都門司港殺人事件」（2008年）
- 中梅弥生（恭平の妻・亮子の幼馴染） - 生稲晃子
- 中梅恭平（蒲鉾屋の店主） - 甲本雅裕
- 松島智則（北九州門司港の資産家・婿養子） - 松澤一之
- 鍋島（福岡県警門司東警察署 刑事） - おかやまはじめ
- 知美（旅館「伯翠庵」女将・弥生の中学の同級生） - 越智静香
- 松島文枝（智則の妻） - 青池奈津子
- 飯島咲子（週刊京都ウォーク編集部の社員） - 亜南
- 津久井浩一（亮子の夫） - 大石昭弘
- 内村（北九州日報門司支局 記者） - 山口竜央
- 鳴海武（弥生の元恋人・5年前から行方不明） - 仲野毅
- 和菓子店の元従業員 - 金子珠美
- 侍女 - 髙橋瑞佳
- 津久井亮子（和菓子店店主） - 今村恵子

## スタッフ
- 原作 - 山村美紗
- 企画 - 荒井昭博（フジテレビ / 第1作）、保原賢一郎（フジテレビ / 第1作・第2作）、西岡善信（第1作）
- 脚本 - 前川洋一、成瀬活雄、旺季志ずか
- 音楽 - 石田勝範
- 監督 - 樋口徹（FCC）
- プロデューサー - 酒井実（映像京都 / 第1作・第2作）、西岡善信（第2作）、岡原伸幸（第3作）、樋口徹（FCC / 第3作）
- 制作 - フジテレビ、映像京都

## 放送日程
| 話数 | 放送日        | タイトル           | 原作                                                | 脚本              | 監督   |
| ---- | ------------- | ------------------ | --------------------------------------------------- | ----------------- | ------ |
| 1    | 2004年9月03日 | 雨月物語殺人事件   | 「山陽路殺人事件」（講談社刊）                      | 前川洋一 成瀬活雄 | 樋口徹 |
| 2    | 2006年5月12日 | 黒百合伝説殺人事件 | 「宮崎旅行の殺人」（徳間文庫刊）                    | 旺季志ずか        | 樋口徹 |
| 3    | 2008年4月18日 | 京都門司港殺人事件 | 「芙蓉の花は血の色」 （「京都花の寺殺人事件」所収） | 前川洋一          | 樋口徹 |